# Apteropanorpidae
Apteropanorpidae é uma família da ordem Mecoptera, caracterizada pela ausência de asas. Em sua fase larval, são comumente encontradas em musgos nas regiões úmidas da Tasmânia e do sul da Austrália. Os adultos são predadores generalistas. Assim como Boreidae, são adaptados a climas mais frios, tiveram suas asas reduzidas e alimentam-se dos abundantes musgos de sub-bosque. Ambos os grupos foram coletados na neve e em altas altitudes. No entanto, esses dois grupos provavelmente não são grupos irmãos, já que os machos de Apteropanorpa desenvolveram o abdômen recurvado e bulboso encontrado em famílias como Panorpidae. A espécie mais conhecida, Apteropanorpa tasmanica, é conhecida por transportar duas espécies de ácaros parasitas.
Esta família conta com apenas um gênero, Apteropanorpa, descrito em 1941 por Carpenter. 